# Paul Methuen
Paul Methuen (1672 – 1757) è stato un diplomatico inglese.
Figlio del celebre diplomatico John Methuen, fu inviato a supporto del padre a Lisbona nel 1697 e nel 1703 ratificò il trattato di Methuen.
Dopo la vicenda la carriera di Methuen divenne folgorante: fu ambasciatore in Italia dal 1705, in Portogallo dal 1706 al 1708, parlamentare dal 1710, Lord dell'Ammiragliato dal 1709 al 1710, ministro delle Finanze dal 1714 al 1717 e infine ministro degli Esteri dal 1716 al 1717.